# Grimmia ambigua
Grimmia ambigua là một loài Rêu trong họ Grimmiaceae. Loài này được (Sull.) Sull. mô tả khoa học đầu tiên năm 1864.